# Les Voyageurs du temps (série télévisée)
Pour les articles homonymes, voir Les Voyageurs du temps (homonymie).
Ne doit pas être confondu avec Au cœur du temps.
Les Voyageurs du temps (Travelers) est une série télévisée canadienne en 34 épisodes de 45 minutes créée par Brad Wright et diffusée entre le 17 octobre 2016 et le 18 décembre 2017 sur Showcase pour les deux premières saisons et disponible à l'extérieur du Canada depuis le 23 décembre 2016 sur Netflix. La troisième saison a été publiée le 14 décembre 2018 mondialement sur Netflix.

## Synopsis
Une équipe de « voyageurs », agents d'opérations spéciales, est envoyée au XXIe siècle depuis un futur où la survie de l'espèce humaine est menacée. Afin de prévenir le déclin de l'humanité dans un futur plus ou moins lointain, ces « voyageurs » arrivent par le biais d'un procédé décrit comme un « transfert de conscience », une opération visant à « écraser » la conscience d'un individu hôte, juste avant sa mort, par celle d'un « voyageur ». Les « voyageurs » se voient confier des missions qui consistent à déjouer des événements importants aux conséquences lourdes dans le futur, afin de pérenniser le futur de l'humanité et de la vie sur Terre.

## Distribution

### Acteurs principaux
- Eric McCormack (VF : Guillaume Lebon) : agent du FBI Grant MacLaren / Voyageur 3468[3],[4]
- MacKenzie Porter (VF : Anouck Hautbois) : Marcy Warton / Voyageur 3569
- Nesta Cooper (VF : Adeline Germaneau) : Carly Shannon / Voyageur 3465
- Jared Abrahamson (VF : Arthur Pestel) : Trevor Holden / Voyageur 0115
- Reilly Dolman (VF : Stanislas Forlani) : Philip Pearson / Voyageur 3326
- Patrick Gilmore (VF : Benoît DuPac) : David Mailer

### Acteurs récurrents
- Arnold Pinnock (en) (VF : Thierry Desroses) : Walter Forbes, partenaire de MacLaren au FBI, plus tard un membre de la faction rebelle, le voyageur 4112, puis le voyageur 4991 (saisons 1 et 2)
- J. Alex Brinson (VF : Jean-Michel Vaubien) : Jeff Conniker, policier, ex petit-ami abusif de Carly et père de son fils. / Possédé par le voyageur 5416 à partir de l'épisode 3.04 et 001 dans l'épisode 310.
- Leah Cairns (VF : Armelle Gallaud) : Kathryn « Kat » MacLaren, épouse de Grant
- Jennifer Spence (VF : Catherine Desplaces) : Grace Day, conseiller d'éducation de Trevor, et par la suite Voyageur 0027, un programmeur qui a aidé à créer le Directeur
- Enrico Colantoni (VF : Jean-François Aupied) : Vincent Ingram / Voyageur 001, qui était supposé mourir le 11 septembre 2001 (saison 2)
- Amanda Tapping (VF : Josiane Pinson) : Dr Perrow / Voyageur 001 (saison 2, invitée saison 3)
- Chad Krowchuk : Simon, Voyageur 0004, spécialiste qui a mis en place le système de communication des Voyageurs au 21e siècle.
- Ian Tracey (VF : Emmanuel Karsen) : Ray Green, avocat de Philip et plus tard son ami accro au jeu.
- Kristine Cofsky (VF : Anne-Charlotte Piau) : officier Boyd
- Matthew Kevin Anderson (VF : Nicolas Beaucaire) : Derek
- Alyssa Lynch (VF : Elsa Davoine) : Rene Bellamy
- Glynis Davies (VF : Maïté Monceau) : Jacqueline Peele
- Kimberley Sustad (VF : Charlotte Correa) : Joanne Yates, nouvelle partenaire de MacLaren, agent de liaison entre les voyageurs et le FBI (saison 3)
- Magda Apanowicz (VF : Sarah Barzyk) : Dawn (saison 3)
- Benjamin Ratner (VF : Thierry Wermuth) : Dr Ivon Teslia (saison 3)

version française
- Société de doublage : Studio Chinkel
  - Direction artistique : Stanislas Forlani
  - Adaptation des dialogues : Emeline Bruley, Bérangère Alguemi, Sarah Lethimonnier et Joffrey Grosdidier

 Source et légende : version française (VF) sur RS Doublage et Doublage Séries Database

## Production

### Développement
Le 8 février 2017, la série est renouvelée pour une deuxième saison par Corus et Netflix.
Le 15 mars 2018, Netflix renouvelle la série pour une troisième saison, sans Showcase.
Le 1er février 2019, la série est arrêtée.

## Épisodes

### Première saison (2016-2017)

#### Distribution
- Acteurs récurrents
  - Ian Tracey (VF : Emmanuel Karsen) : Ray
  - Arnold Pinnock (en) (VF : Thierry Desroses) : Walt Forbes
  - J. Alex Brinson (VF : Jean-Michel Vaubien) : Jeff Conniker
  - Teryl Rothery (VF : Monique Nevers) : Patricia Holden
  - Alyssa Lynch (VF : Elsa Davoine) : Rene Bellamy
  - Leah Cairns (VF : Armelle Gallaud) : Kathryn MacLaren
  - Kristine Cofsky (VF : Anne-Charlotte Piau) : Officier Boyd
  - Jennifer Spence (VF : Catherine Desplaces) : Grace Day
  - Glynis Davies (VF : Maïté Monceau) : Jacqueline Peele

- Invités
  - Louis Ferreira (VF : Marc Saez) : Rick Hall
  - Karin Konoval (VF : Pascale Vital) : Mrs. Bloom

#### Épisodes
1. Pilote
2. Protocole 6
3. Aleksander
4. Hall
5. Chambre 101
6. Helios 685
7. Protocole 5
8. Donner
9. Bishop
10. Kathryn
11. Marcy
12. Grace

### Deuxième saison (2017)
Elle a été diffusée à partir du 16 octobre 2017 sur Showcase et depuis le 26 décembre 2017 sur Netflix.
1. Ave Machina (Ave Machina)
2. Protocole 4 (Protocol 4)
3. Jacob (Jacob)
4. 11h27 (11:27)
5. Jenny (Jenny)
6. U235 (U235)
7. 17 minutes (17 minutes)
8. Voyageur 0027 (Traveler 0027)
9. Mise à jour (Update)
10. 21C (21C)
11. Simon (Simon)
12. 001 (001)

### Troisième saison (2018)
Elle a été mise en ligne le 14 décembre 2018 sur Netflix, incluant le Canada.
1. Ilsa (Ilsa)
2. Yates (Yates)
3. Protocole 3 (Protocol 3)
4. Perrow (Perrow)
5. Naomi (Naomi)
6. Philip (Philip)
7. Trevor (Trevor)
8. Archive (Archive)
9. David (David)
10. Protocole Omega (Protocol Omega)

## Univers de la série
Les Voyageurs Du Temps prend place au XXIe siècle alors que des citoyens du futur utilisent la nouvelle technologie du transfert de conscience. Ce processus se base sur un algorithme appelé "D.A.L.L." qui grâce à la mémoire du futur, connait la Date, Altitude, Longitude et Latitude de la mort d'une personne du XXIe siècle. Pour le Directeur, responsable de l'ensemble du projet, ce procédé est plus éthique. Laisser un Voyageur prendre le contrôle d'un humain qui est censé mourir, et avoir laissé cette personne vivre de sa naissance à sa mort "naturelle" parait plus juste. Contrairement à la Faction (rebelle) qui envoie des Voyageurs prendre la place des humains sans leur laisser le temps de vivre pleinement leur vie jusqu'à leur mort "naturelle", les privant d'une partie de leur vie.
Pour sa part, le Directeur effectue le transfert de conscience grâce aux informations D.A.L.L pour que le Voyageur arrive peu avant la mort naturelle de l'hôte pour que le Voyageur prenne le relais, se sauve de la cause de la mort naturellement définie de l'hôte pour réaliser leurs propres missions. L'hôte subit un sévère mal de crâne, pendant que la conscience de la personne du futur s'établit dans le corps. Enfin, seul l'esprit du Voyageur survit.
Sur place, le Voyageur intègre une équipe de quatre autres Voyageurs répartis en différents domaines (parmi les cinq Voyageurs, on trouve un chef d'équipe, un médecin, un historien, un tacticien et un spécialiste). Il y a une multitude d'équipes, toutes chargées de missions servant le but du "Grand Projet". Celui-ci a été pensé par le Directeur, une IA créée dans le futur afin d'éviter la quasi extinction de l'humanité. Lors de ces missions, tous les Voyageurs sont soumis a des protocoles, des règles à respecter et à ne pas transgresser sous peine de punitions venues du futur. Ces règles ont pour fonction d'éviter la mort de milliards d'êtres humains. Dix-huit mois après le 1er épisode, un astéroïde nommé "Hélios 635" s'écrase sur Terre, tuant nombre de gens et affectant la disponibilité de matières premières, causant des guerres mondiales pour l'eau, la nourriture. Seuls quelques milliers d'habitants survivront, dont les fameux Voyageurs.

### Les Protocoles
Les voyageurs ont plusieurs protocoles pour protéger la ligne temporelle :
- Protocole 1 : La mission passe avant tout ;
- Protocole 2 : Laisser le futur dans le passé,
  - Protocole 2H, pour les historiens uniquement : il est interdit de révéler l'existence des mises à jour « avec n'importe qui, jamais »,
- Protocole 3 : Ne prenez pas de vie, ne sauvez pas de vie, sauf indication contraire. Ne pas interférer ;
- Protocole 4 : Ne pas se reproduire ;
- Protocole 5 : En l'absence de direction, maintenez la vie de votre hôte ;
- Protocole 6 : Ne communiquez pas avec d'autres voyageurs connus en dehors de votre équipe à moins d'être dirigé par le Directeur.

Le Directeur peut invoquer trois autres protocoles dans des situations particulières :
- Protocole Alpha : suspend temporairement tous les autres protocoles lorsqu'une mission critique doit être accomplie à tout prix ;
- Protocole Epsilon : peut être invoqué lorsque les archives des voyageurs sont menacées ;
- Protocole Omega : suspend définitivement tous les autres protocoles. Le Directeur abandonne les voyageurs parce que l'avenir a été réparé ou jugé impossible à réparer/modifier.